# Ciudad Sandino
Ciudad Sandino is een gemeente in het departement Managua in Nicaragua. De gemeente telde 110.000 inwoners in 2015, waarvan ongeveer 97 procent in urbaan gebied (área de residencia urbano) woont.

## Geschiedenis
Ciudad Sandino is in 1969 in eerste instantie gesticht als een buurt van Managua en in januari 2000 omgevormd tot een zelfstandige gemeente.

## Geografie
Ciudad Sandino ligt ten westen van het gebergte en grenst in het noordoosten aan het Meer van Xolotlán.
De gemeente beslaat een oppervlakte van 51 km² en met een inwoneraantal van 110.000 in 2015 bedraagt de bevolkingsdichtheid 2145 inwoners per vierkante kilometer. De stad ligt zo'n 12,5 km van Managua vandaan.

### Aangrenzende gemeenten
| Aangrenzende gemeenten       | Aangrenzende gemeenten | Aangrenzende gemeenten | Aangrenzende gemeenten | Aangrenzende gemeenten |
| ---------------------------- | ---------------------- | ---------------------- | ---------------------- | ---------------------- |
|                              |                        | Mateare                |                        |                        |
|                              |                        |                        |                        |                        |
| Mateare Villa Carlos Fonseca | Managua                |                        |                        |                        |
|                              |                        |                        |                        |                        |
|                              |                        | Managua                |                        |                        |

## Verkeer
Ciudad Sandino ligt aan de Carretera Nueva a León, de weg die de verbinding vormt tussen de hoofdstad en León.